# Smodicum clancularium
Smodicum clancularium är en skalbaggsart som beskrevs av Martins 1975. Smodicum clancularium ingår i släktet Smodicum och familjen långhorningar. Inga underarter finns listade i Catalogue of Life.